# مسابقات جهانی دو و میدانی ۱۹۹۳
مسابقات جهانی دو و میدانی ۱۹۹۳ (به انگلیسی: 1993 World Championships in Athletics) چهارمین دوره مسابقات جهانی دو و میدانی بوده‌است که در شهر اشتوتگارت، آلمان زیر نظر اتحادیه بین‌المللی فدراسیون‌های دو و میدانی برگزار شده است.
این مسابقات از ۱۳ اوت تا ۲۲ اوت ۱۹۹۳ با حضور ۱٬۶۸۹ ورزشکار از ۱۸۷ کشور جهان انجام شده است.

## رشته‌های ورزشی
- ۱۰۰ متر
- ۲۰۰ متر
- ۴۰۰ متر
- ۸۰۰ متر
- ۱٬۵۰۰ متر
- ۵٬۰۰۰ متر
- ۱۰٬۰۰۰ متر
- ماراتون
- ۱۱۰ متر با مانع
- ۴۰۰ متر با مانع
- ۳٬۰۰۰ متر با مانع
- دو ۲۰ کیلومتر
- دو ۵۰ کیلومتر
- ۴x۱۰۰ متر امدادی
- ۴x۴۰۰ متر امدادی
- پرش ارتفاع
- پرش با نیزه
- پرش طول
- پرش سه‌گام
- پرتاب وزنه
- پرتاب دیسک
- پرتاب چکش
- پرتاب نیزه
- دهگانه

## مدال‌ها بر پایه کشور
| رتبه | کشور                | طلا | نقره | برنز | مجموع |
| ۱.   | ایالات متحده آمریکا | ۱۳  | ۷    | ۵    | ۲۵    |
| ۲.   | چین                 | ۴   | ۲    | ۲    | ۸     |
| ۳.   | روسیه               | ۳   | ۸    | ۵    | ۱۶    |
| ۴=   | بریتانیای کبیر      | ۳   | ۳    | ۴    | ۱۰    |
| ۴=   | کنیا                | ۳   | ۳    | ۴    | ۱۰    |
| ۶.   | آلمان               | ۲   | ۲    | ۴    | ۸     |
| ۷.   | اسپانیا             | ۲   | ۱    | ۲    | ۵     |
| ۸.   | کوبا                | ۲   | ۱    | ۰    | ۳     |
| ۹.   | فنلاند              | ۱   | ۲    | ۰    | ۳     |
| ۱۰.  | جامائیکا            | ۱   | ۱    | ۳    | ۵     |
| ۱۱.  | اوکراین             | ۱   | ۱    | ۲    | ۴     |
| ۱۲.  | اتیوپی              | ۱   | ۱    | ۱    | ۳     |
| ۱۳.  | نامیبیا             | ۱   | ۱    | ۰    | ۲     |
| ۱۴=  | الجزایر             | ۱   | ۰    | ۱    | ۲     |
| ۱۴=  | ژاپن                | ۱   | ۰    | ۱    | ۲     |
| ۱۶=  | چک                  | ۱   | ۰    | ۰    | ۱     |
| ۱۶=  | موزامبیک            | ۱   | ۰    | ۰    | ۱     |
| ۱۶=  | نروژ                | ۱   | ۰    | ۰    | ۱     |
| ۱۶=  | سوئیس               | ۱   | ۰    | ۰    | ۱     |
| ۱۶=  | تاجیکستان           | ۱   | ۰    | ۰    | ۱     |
| ۲۱.  | ایتالیا             | ۰   | ۳    | ۱    | ۴     |
| ۲۲.  | بلاروس              | ۰   | ۲    | ۲    | ۴     |
| ۲۳=  | استرالیا            | ۰   | ۱    | ۰    | ۱     |
| ۲۳=  | جمهوری ایرلند       | ۰   | ۱    | ۰    | ۱     |
| ۲۳=  | قزاقستان            | ۰   | ۱    | ۰    | ۱     |
| ۲۳=  | لهستان              | ۰   | ۱    | ۰    | ۱     |
| ۲۳=  | پرتغال              | ۰   | ۱    | ۰    | ۱     |
| ۲۳=  | زامبیا              | ۰   | ۱    | ۰    | ۱     |
| ۲۹=  | اتریش               | ۰   | ۰    | ۱    | ۱     |
| ۲۹=  | بلغارستان           | ۰   | ۰    | ۱    | ۱     |
| ۲۹=  | کانادا              | ۰   | ۰    | ۱    | ۱     |
| ۲۹=  | دانمارک             | ۰   | ۰    | ۱    | ۱     |
| ۲۹=  | مجارستان            | ۰   | ۰    | ۱    | ۱     |
| ۲۹=  | هلند                | ۰   | ۰    | ۱    | ۱     |
| ۲۹=  | رومانی              | ۰   | ۰    | ۱    | ۱     |
| ۲۹=  | سومالی              | ۰   | ۰    | ۱    | ۱     |